# آکالیفا ویلکزیانا
آکالیفا ویلکزیانا یا آکالیفا برگ مسی (نام علمی: Acalypha wilkesiana) نام یک گونه از تیره فرفیونیان است.

## نگارخانه

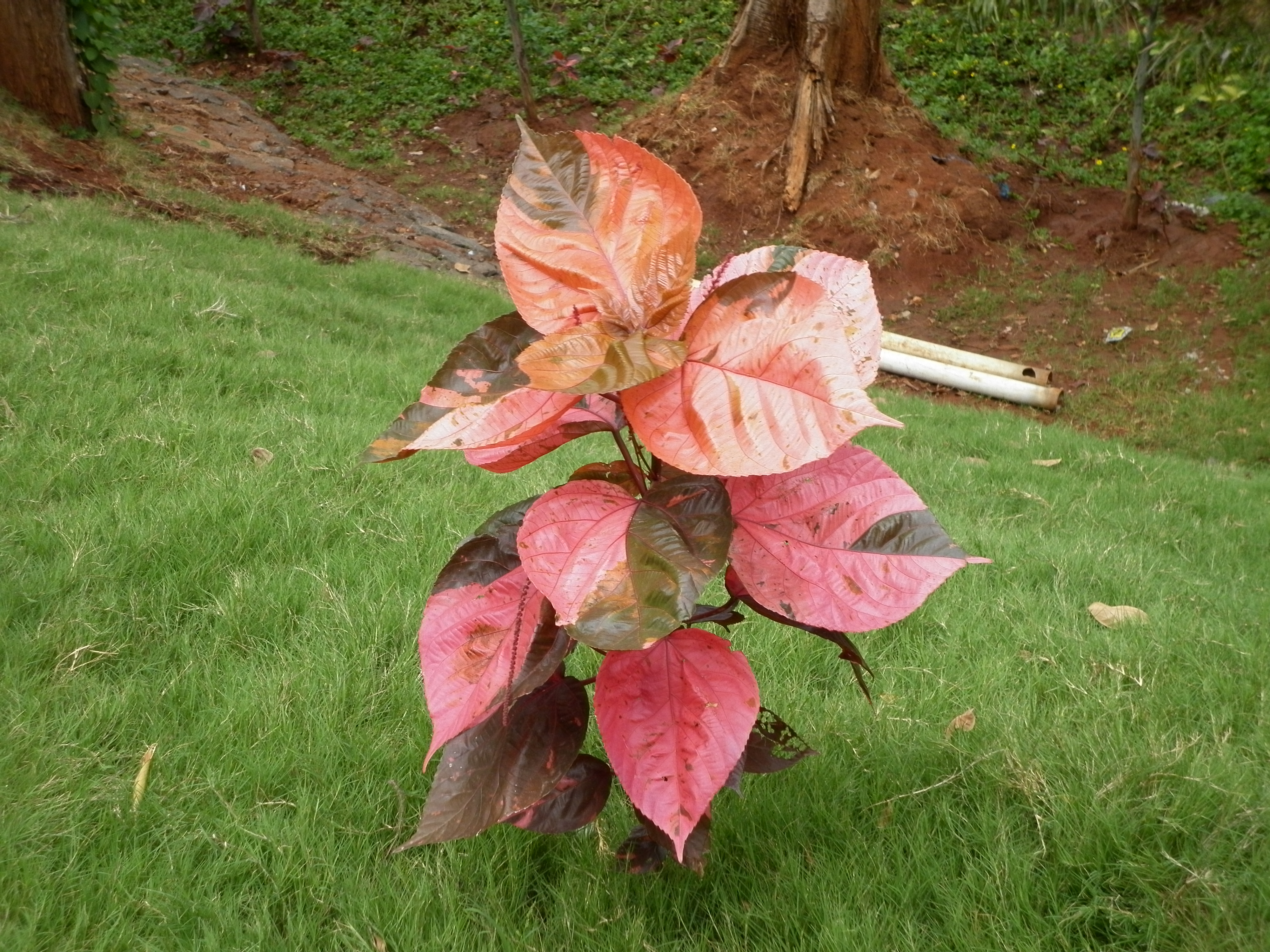